# SN 1997ea
SN 1997ea – supernowa typu Ia odkryta 30 listopada 1997 roku w galaktyce A074837+5213. W momencie odkrycia miała maksymalną jasność 19,00m.